# Центральный Дом офицеров Вооружённых Сил Украины
Центральный Дом офицеров Вооружённых Сил Украины (укр. Центральний будинок офіцерів Збройних сил України); название при постройке — Дім Червоної Армії та Фльоти ім. Якіра (Дом Красной Армии и Флота им. Якира).
Изначально здание являлось центром армейской идеологической работы и культурно-методическим центром. Памятник архитектуры советского периода. Построен в 1933 году по проекту архитектора Иосифа Каракиса. Охраняется государством. Расположен в городе Киеве, улица Грушевского, дом № 30/1 (недалеко — 363 м от станции метро «Арсенальная»).
Также название учреждения культуры военного округа ВС СССР, которое дислоцировалось в данном здании.

## Описание здания
Здание построено в стиле неоампир, фасад оформлен под классику. В здании имеется более 150 комнат, большой концертный зал вместимостью 1000 персон, а также малый зал, два лекционных зала, библиотека на несколько комнат и бар-ресторан.

## История здания

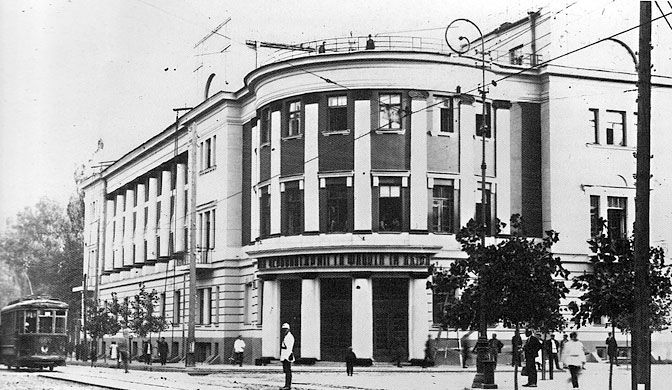
Дом Красной Армии и Флота (1934 год)

Здание было построено на месте невзрачной военной школы прапорщиков-авиаторов, стены которой были реконструированы и расширена. Новое здание начало строиться в 1931 году и было завершено в 1933 году. За проект здания архитектора в 1931 году наградили… кожаным пальто. В послужном списке Каракиса также появилась следующая запись:

Премирован кожаным пальто за активное участие в проектировании и строительстве нового Дома Красной Армии и Флота (ныне — Дом Офицеров), — приказ командующего УВО И. Э. Якира от 25.10.1931 года.
C октября 1995 года в здании был основан Музей Вооружённых Сил. В сентябре 1996 года, согласно решению Министерства обороны Украины, музей получил статус главного музея в системе военно-музейного дела в Вооружённых силах Украины, однако открытие музея произошло только через два года в 1998 году. Название музея после получения статуса главного: Центральный музей Вооружённых Сил Украины, 15 января 2010 года получил статус национального, и был переименован в Национальный Военно-исторический музей Украины.

## Галерея

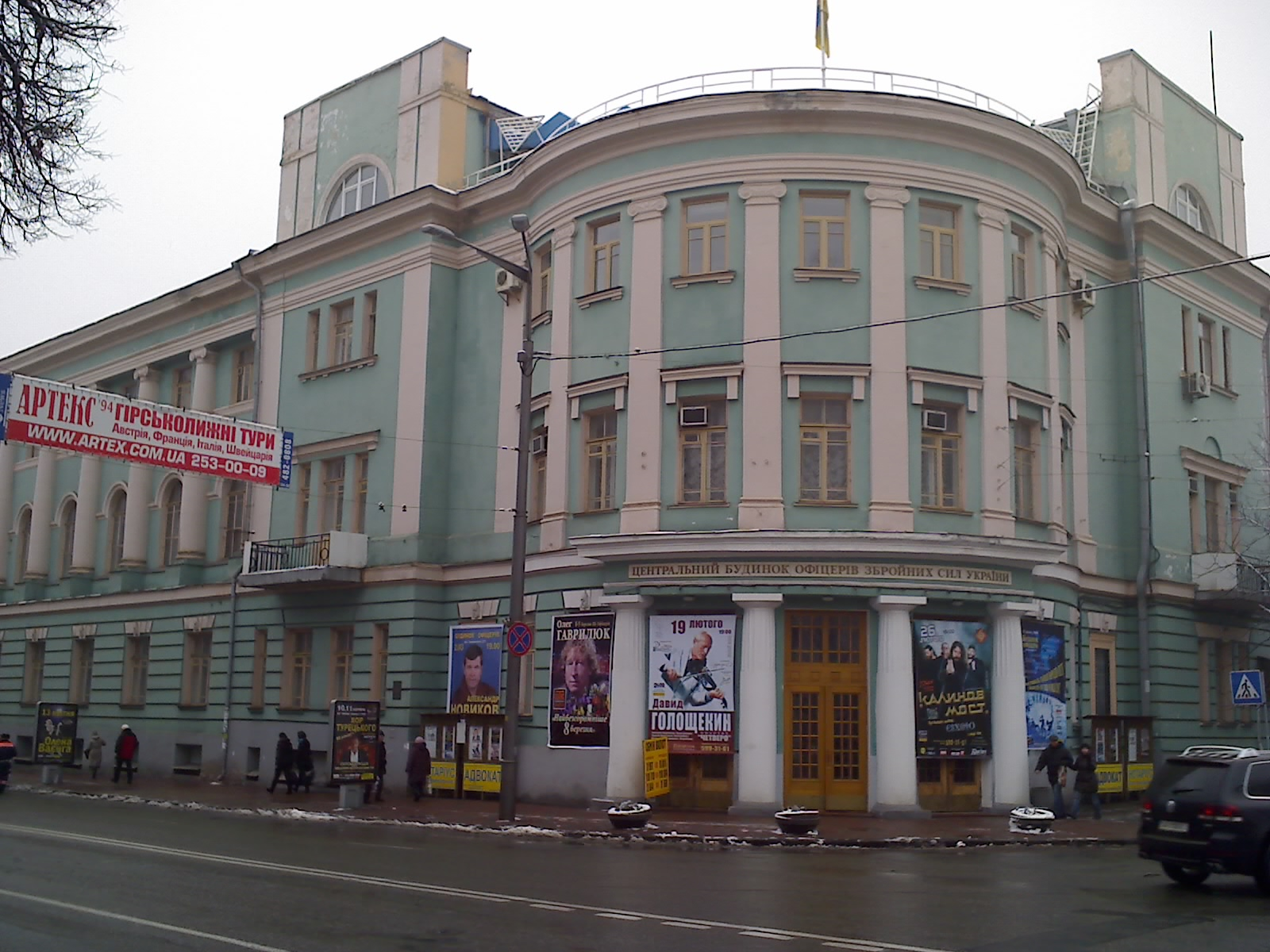
Левое крыло здания (2011 год).
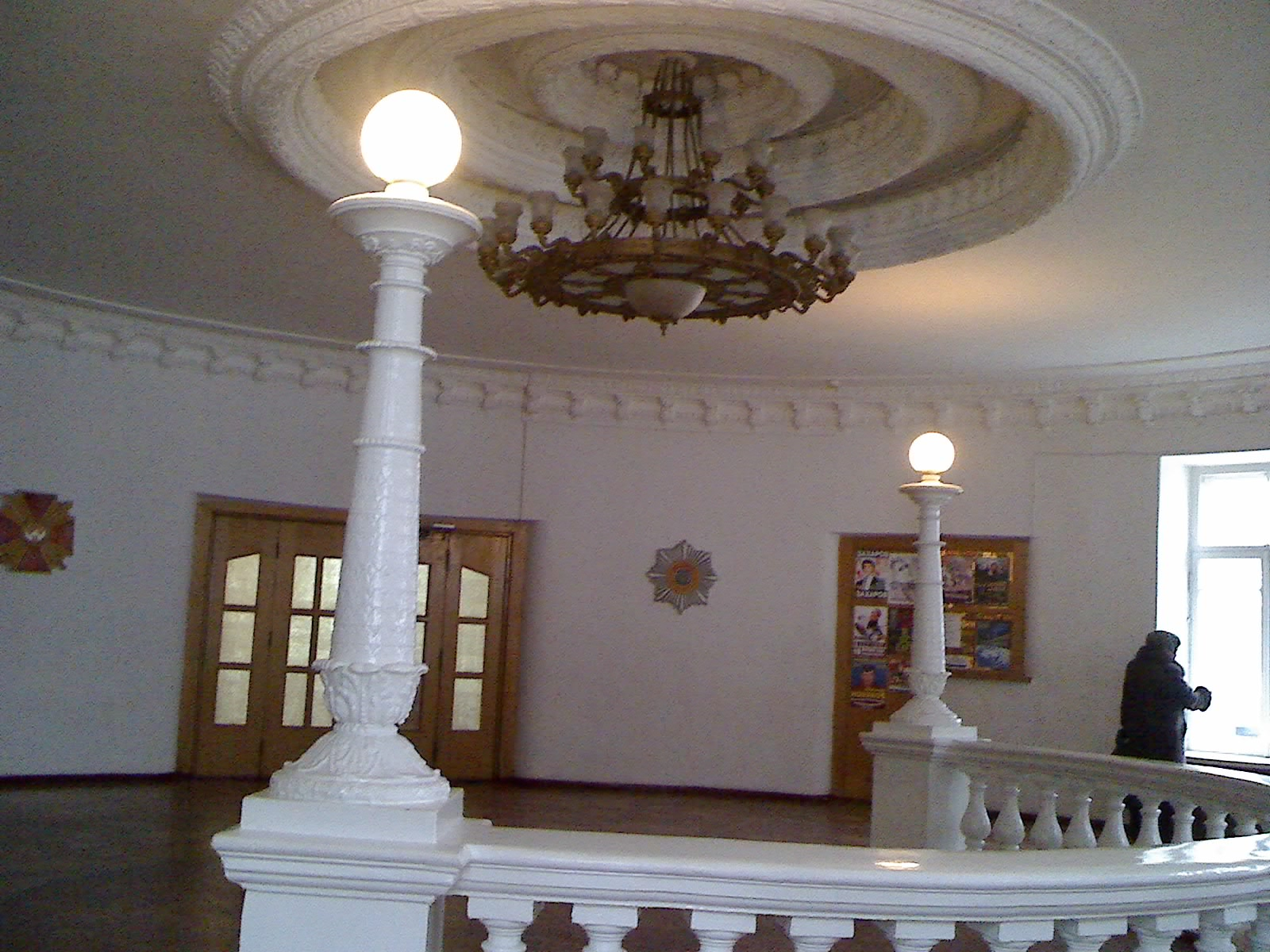
Фрагмент интерьера  на втором этаже. (2011 год)
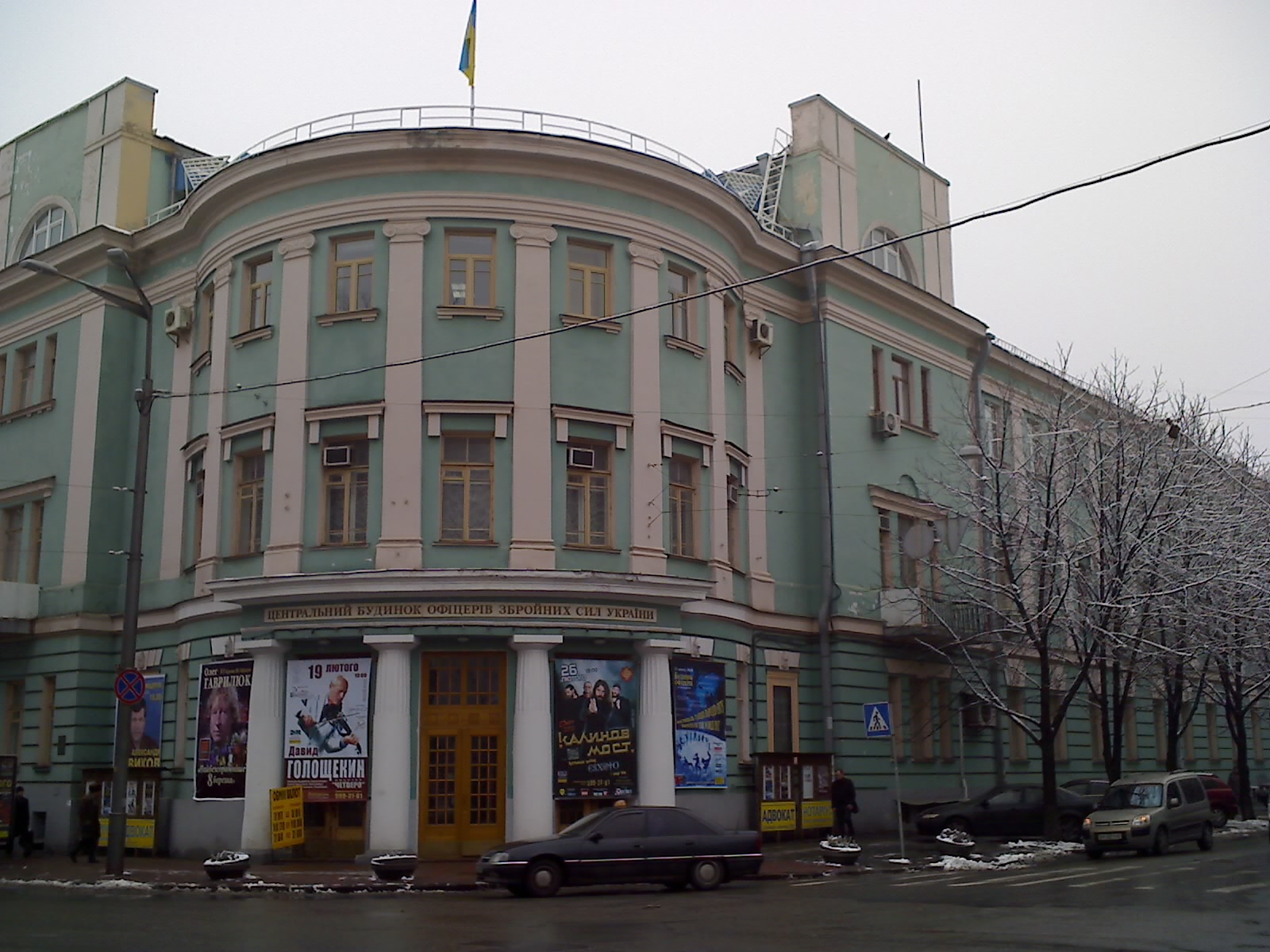
Правое крыло здания (2011 год)